# Жордан, Лино
Лино Жордан (Lino Jordan; 15 мая 1944, Сен-Реми-ан-Босс, Валле-д’Аоста — 6 июня 2023, Аоста) — итальянский биатлонист. Участник зимних Олимпийских игр 1972 и 1976 годов.

## Биография
Лино Жордан родился 15 мая 1944 года в итальянской коммуне Сен-Реми-ан-Босс.
Завоевал десять медалей на чемпионатах Италии по биатлону: золотую (1972), серебряную (1975) и три бронзовых (1971, 1978, 1980) в индивидуальных гонках, золотую (1975), серебряную (1974) и бронзовую (1978) в спринте, золотую (1975) в спринте с крупнокалиберной винтовкой, бронзовую (1971) в индивидуальной гонке с крупнокалиберной винтовкой.
В 1973—1978 годах участвовал в шести чемпионатах мира. Лучший результат показал в 1977 году в Вингроме, заняв 8-е место в спринте и 7-е место в составе сборной Италии в эстафете.
В 1972 году вошёл в состав сборной Италии на зимних Олимпийских играх в Саппоро. На дистанции 20 км занял 40-е место, показав результат 1 час 28 минут 26,09 секунды и уступив 12 минут 10,59 секунды завоевавшему золото Магнару Сольбергу из Норвегии. В эстафете 4х7,5 км сборная Италии, за которую также выступали Вилли Бертин, Джованни Астеджано и Коррадо Вареско, заняла 10-е место с результатом 1:59.47,62, уступив 8 минут 2,70 секунды завоевавшей золото команде СССР.
В 1976 году вошёл в состав сборной Италии на зимних Олимпийских играх в Инсбруке. На дистанции 20 км занял 7-е место с результатом 1:17.49,83, уступив 3 минуты 37,57 секунды победителю Николаю Круглову из СССР. В эстафете 4х7,5 км сборная Италии, за которую также выступали Пьерантонио Клементи, Луиджи Вайсс и Вилли Бертин, заняла 6-е место с результатом 2:06.16,55, уступив 9 минут 0,91 секунды завоевавшей золотой команде СССР.
Занимался разведением скота. Участвовал в коровьих боях «Битва королев» в Аосте.
Умер 6 июня 2023 года в Аосте.